# 오키나지마촌
오키나지마촌(翁島村)은 후쿠시마현 야마군에 설치되었던 촌이다. 1955년 3월 1일 오키나지마촌 및 이나와시로정, 지사토촌, 쓰키노와촌, 아즈마촌 등 5개 정·촌이 합병하여 이나와시로정이 신설되고 폐지되었다.

## 지리
이나와시로정 남동부 이나와시로 호수의 북쪽 해안이 오키나지마촌이 있던 곳이다.

## 역사
1889년, 정촌제 시행에 수반해 4촌이 합병해 성립하였다. 촌명은 촌 지역에 포함된 이나와시로코카미 유일의 섬인 아키나섬에서 유래되었다.
1899년, 반에쓰사이선이 개업해, 오키나시마역이 개업하였다.
1908년에는 마을 내에 아리스가와궁의 별장(오오지마 별장, 텐카가쿠 )이 건설되었다. 아리스가와노미야 다케히토 친왕이 사망(1913년) 후 덴카가쿠는 다카마쓰궁의 소유로 넘어갔다가 제2차 세계대전 후인 1952년 후쿠시마현에 귀속되었다. 덴쿄카쿠에는 황태자 시절 다이쇼 천황이 방문한 적이 있으며, 1924년에는 당시 황태자 히로히토 친왕(훗날 쇼와 천 황)이 신혼여행으로 방문한 적이 있다. 황족이 이용하는 관계로 가장 가까운 역인 오오지마역에는 귀빈실이 설치되어 있다.
이 마을의 출신인 노구치 히데요가 있다. 노구치는 1876년(오시마촌 성립 이전) 미쓰와무라 미시로가타에서 태어났으며, 1915년 미국에서 15년 만에 귀국해 고향 땅을 밟았다.

### 연혁
- 1889년 4월 1일 - 정촌제 시행에 의해 4촌이 합병해 야마군 오키나지마촌이 성립하였다.
- 1955년 3월 1일 - 오키나지마촌 및 이나와시로정, 지사토촌, 쓰키노와촌, 아즈마촌 등 5개 정·촌이 합병하여 이나와시로정이 신설되고, 오키나지마촌 등은 폐지되었다.

## 인구
- 1889년 2,094
- 1907년 2,448
- 1920년 2,332
- 1947년 3,313

## 교통

### 철도
- 일본국유철도(→동일본 여객철도
  - 반에쓰사이선

### 도로
- 2급 국도
  - 국도 115호선(→국도 49호선)

## 참고 문헌
- 大日本篤農家名鑑編纂所編『大日本篤農家名鑑』大日本篤農家名鑑編纂所、1910年。
- 角川日本地名大辞典編纂委員会『角川日本地名大辞典 7 福島県』、角川書店、1981年 ISBN 4-04-001070-1
- 日本加除出版株式会社編集部『全国市町村名変遷総覧』、日本加除出版、2006年、ISBN 4-8178-1318-0